# Barbecue (Film)
Barbecue ist eine französische Filmkomödie des Regisseurs Éric Lavaine aus dem Jahr 2014.

## Handlung
Der knapp 50-jährige Antoine Chevalier lebt in Lyon ein aus seiner eigenen Sicht langweiliges Leben: Er ist schon lange mit Véro verheiratet, einer Ärztin, die regelmäßig Bereitschaftsdienste hat. In seinem Beruf findet er keine Erfüllung und muss zudem mit seinem Vater als Vorgesetzten zusammenarbeiten. Antoine ist sehr darauf bedacht gesund zu leben, er ernährt sich gesund, raucht nicht und treibt regelmäßig Sport. Gerne flirtet er mit jungen, attraktiven Frauen und trifft sich gelegentlich mit diesen zu Dates.
Die Dinge ändern sich, als Antoine bei einem Lauf-Event einen Herzinfarkt erleidet. Er beschließt sein bisher mit Bedacht gelebtes Leben zu ändern, kündigt seinen Job und beginnt entgegen der ärztlichen Ratschläge deftigeres Essen, Alkohol und Tabak zu sich zu nehmen.
Zusammen mit den befreundeten Pärchen Baptiste und Olivia, Yves und Laure, Laurent und Nathalie und dem Single Jean-Mich verbringen Antoine und Véro ihren Sommerurlaub in einem gemieteten Haus in Vigan. Die Clique erlebt zwei gemeinsame Wochen mit gutem Essen, reichlich Wein und auch Drogen. Baptiste und Olivia, die in Trennung leben, versuchen mit ihrer Situation und Eifersucht umzugehen. Laurent verheimlicht gegenüber seiner Ehefrau Nathalie und seinen Freunden seine beruflichen und finanziellen Probleme. Durch Yves und dessen Geschichten fühlt sich Antoine genervt, was er auch ohne Feingefühl zum Ausdruck bringt; auch Jean-Mich erlebt Antoines direkte Kritik am eigenen Leib. Zudem erfährt Antoine, dass seine Frau Véro ein Verhältnis mit einem Arztkollegen hat. Die ohnehin angespannte Situation innerhalb der Clique findet ihren Höhepunkt während des Abendessens: Antoine erleidet einen Kreislaufkollaps nach einem verbalen Ausbruch.
Nach der Rückkehr nach Lyon scheinen alle Brücken zu Antoines Freunden abgebrochen zu sein, außerdem befindet sich seine Ehe mit Véro in der Schwebe. Es dauert nicht lange, bis er wieder Kontakt zu seinen Freunden aufnimmt und er wohlwollend wieder in die Clique aufgenommen wird. Antoine beschließt nicht nur seinen Freunden, sondern auch seiner Frau gegenüber nachsichtiger zu sein und versöhnt sich mit Véro.

## Produktion
Die deutsche Synchronisation erfolgte durch Hermes Synchron GmbH unter der Leitung von Jürgen Wilhelm, welcher für Dialogbuch und Dialogregie verantwortlich zeichnete.
| Darsteller             | Rolle                      | Deutsche Synchronstimme |
| ---------------------- | -------------------------- | ----------------------- |
| Lambert Wilson         | Antoine Chevalier          | Bernd Vollbrecht        |
| Franck Dubosc          | Baptiste                   | Nicolas Böll            |
| Florence Foresti       | Olivia                     | Peggy Sander            |
| Guillaume de Tonquédec | Yves                       | Lutz Schnell            |
| Lionel Abelanski       | Laurent                    | Uwe Büschken            |
| Jérôme Commandeur      | Jean-Mich                  | Marius Clarén           |
| Sophie Duez            | Véronique „Véro“ Chevalier | Heide Domanowski        |
| Lysiane Meis           | Laure                      | Kathrin Zimmermann      |
| Valérie Crouzet        | Nathalie                   | Ute Noack               |

Die französische Premiere des Filmes fand am 8. April 2014 in Lyon statt. In Deutschland war der Film ab 6. August 2015 im Kino zu sehen.

## Kritik
Die Kritiken zum Film fallen insgesamt eher unterdurchschnittlich aus. Cinema.de lobt den französischen Touch des Filmes mit den Worten „Typisch französisch, mit leichter Hand und viel Oh la la inszeniert.“ Wolfgang Hamdorf von Filmdienst.de hingegen konkretisiert wie folgt: „Gedreht in wunderbaren Landschaften, mit einem Schauspielerensemble, das in vielen Momenten sehr witzig ist, doch der Film kommt trotzdem nicht in Fahrt. Was ein spannendes, humorvolles Drama über eine Lebenskrise um die 50 hätte werden können, über die Monotonie der gehobenen Mittelschicht in der französischen Provinz, scheitert an penetranter Selbstzufriedenheit und gefälligen Kalauern, ohne dass je irgendeine Art von psychologischer Spannung erreicht würde.“ Besonders kritische Töne hinsichtlich des fehlenden Tiefgangs des Filmes kommen auch von Martin Beck auf Kino-zeit.de: „Die Suche nach dem Sinn des Lebens light, immer schön im Rahmen bleibende Mainstream-Berieselung mit überschaubarem Abstand zum sonntäglichen ZDF-Herzkino.“